# Centurion (char)
Pour les articles homonymes, voir Centurion (homonymie).
 (janvier 2017).
Le Centurion est le premier char d'assaut britannique de l'après-guerre. Il a été conçu durant la Seconde Guerre mondiale dans l'optique d'associer la mobilité d'un char Cruiser et le blindage d'un char d'infanterie, ce qui lui valut l'appellation d'Universal Tank ; char universel.
Il fut l'un des chars les plus largement répandus, équipant de nombreuses armées dans le monde. Il fut aussi un de ceux qui furent utilisés le plus longtemps. Un petit nombre était toujours en service dans les années 1990 et certaines versions dérivées jusqu'en 2017. Son successeur est le char de combat Chieftain.
En Suisse, sa tourelle a régulièrement été démontée et placée dans des ouvrages bétonnés, connus sous le nom de Centi, pour interdire les accès routiers à d'autres chars.

## Histoire
En 1943, le département britannique de conception de chars (Department of Tank Design) fut chargé de concevoir pour le Royal Armoured Corps un nouveau char Cruiser lourd, l'A41. Les caractéristiques demandées par le War Office furent finalement les suivantes : fiabilité et résistance accrue, poids maximum de 40 tonnes, capacité à résister à un tir direct du terrible canon de 88 mm allemand.
Le département répondit en allongeant la suspension à cinq roues du char Comet par l'ajout d'une sixième roue et l'augmentation de l'espace entre la deuxième et la troisième. La suspension Christie, à ressorts verticaux internes, fut remplacée par une suspension Horstmann (en) à ressorts horizontaux externes. Le châssis fut redessiné avec un blindage incliné et une tourelle partiellement moulée équipée du canon antichar réputé Ordnance QF 17 pounder et d'un canon-mitrailleur Polsten (en) de 20 mm. Équipé d'un moteur Rolls-Royce Meteor (en) (version pour char du Rolls-Royce Merlin) fabriqué par la firme Rover, ce nouveau modèle aurait d'excellentes performances.
Il fut cependant rapidement évident que la résistance au canon de 88 mm était impossible dans les contraintes de poids imparties. Cette caractéristique avait été imposée pour permettre à l'A41 d'être transporté sur les tracteurs Mark I et Mark II, qui étaient tous deux limités à 40 tonnes. Le ministère de la Guerre décida qu'il serait plus sage de fabriquer de nouveaux tracteurs que de gâcher ce qui semblait un superbe projet. La conception d'une version plus lourde se trouva bien engagée, alors même que les prototypes de la version de 40 tonnes n'étaient pas terminés. Cette nouvelle version avait un blindage égal à celui des chars d'infanterie, et des capacités en tout-terrain supérieures à celles des premiers chars Cruiser. L'A41 fut le premier char d'assaut britannique polyvalent, ce qui lui valut la désignation de « char universel ». Il est également le premier char à être équipé d'une bouilloire à la suite du constat que 37 % des pertes des équipages de blindés du Royal Armoured Corps entre mars et mai 1945 ont lieu hors de leurs véhicules alors qu'ils sont, par exemple, en train de préparer une collation.
Les prototypes de la version 40 tonnes, le Centurion Mark I, avaient un glacis épais de 76 mm, moins épais que celui des chars d'infanterie de l'époque comme le char Churchill, qui possédait un blindage de 101 mm, mais le glacis du Centurion étant incliné, son épaisseur effective était donc plus importante - caractéristique partagée par d'autres réussites comme le char Panther allemand ou le T-34 soviétique. La tourelle avait un blindage très épais : 152 mm. Le Centurion était cependant très mobile et surpassait le Comet dans la plupart des tests. Le Centurion Mark II, qui le suivit de près, avait un glacis de 118 mm et son blindage latéral et arrière passait de 88  à   51 mm. Seuls quelques Mk.I avaient été produits lorsque le MkII le remplaça sur les chaînes de fabrication. La production débuta en novembre 1945 par une commande de 800 exemplaires. Elle était répartie entre des chaînes à Leyland (Lancashire), celles de la Royal Ordnance Factory à Leeds et à Woolwich, et celles de Vickers à Elswick. Le char entra en service en décembre 1946 dans le 5e régiment royal de chars.

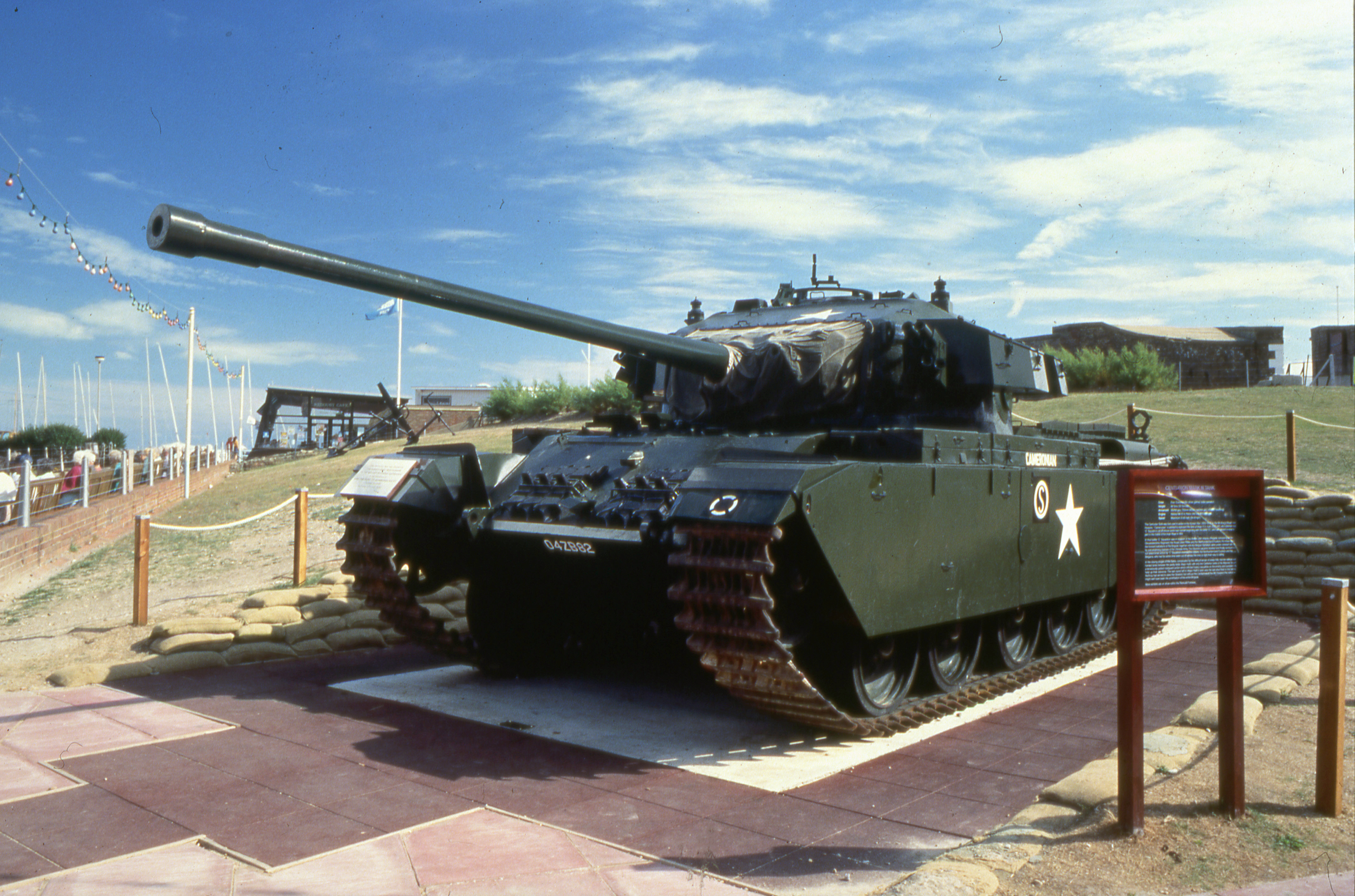
Centurion Mk. 3 à Eastbourne

Peu après cette entrée en service, la Royal Ordnance termina la mise au point de son nouveau canon antichar, le QF 20 pounder de 84 mm (1948). À ce stade, l'utilité du canon Polsten de 20 mm avait déjà été remise en question ; il fut donc remplacé par une mitrailleuse Besa`, installée avec le 20 pounder dans une nouvelle tourelle entièrement moulée. Le Centurion Mark III est le premier char disposant d'un système de stabilisation du canon entièrement automatique dans le double plan latéral et vertical, ce qui lui permettait des tirs plus précis en cours de déplacement, améliorant très nettement ses performances au combat. Il avait aussi un nouveau système de visée et un moteur plus puissant. Sa production commença en 1948. Il était tellement supérieur aux Mk.1 et Mk.2 que ceux-ci furent retirés du service aussitôt qu'il fut disponible : ils furent reconvertis en Centurion ARV Mark 1 (ARV pour armoured recovery vehicle, véhicule de secours blindé) pour le corps des Royal Electrical and Mechanical Engineers (en) (REME) ou transformés en Mk.3.
Le QF 20 pounder fut utilisé peu de temps car la Royal Ordnance sortit bientôt son successeur, le Royal Ordnance L7 à canon rayé de 105 mm (1959). Toutes les versions du Centurion à partir du Mark 5/2 en furent équipées. 24 versions et sous-versions furent produites au total.
La conception du Mk7 fut terminée en 1953 et sa production commença tout de suite après.

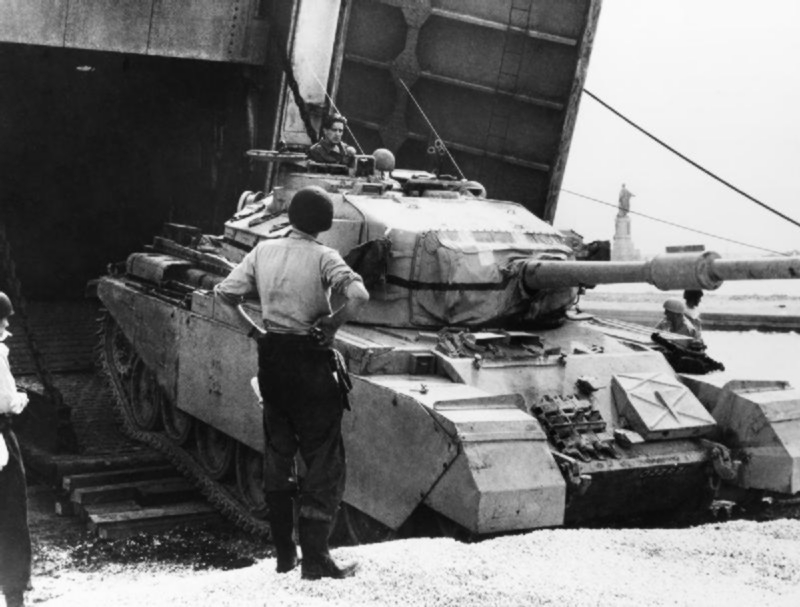
Un Centurion britannique débarquant durant la crise de Suez en 1956.

Le Centurion servit de base à toute une série de véhicules spécialisés, dont des versions du génie équipées d'un canon de démolition de 165 mm (AVRE-Armoured Vehicle Royal Engineers). C'est un des modèles de chars à la plus grande longévité, puisqu'il a servi dans les troupes britanniques et australiennes de la guerre de Corée (1950-1953) à la guerre du Viêt Nam (1961-1972), et que sa version AVRE a encore été utilisée durant l'opération Tempête du désert en janvier-février 1991. Quant aux versions israéliennes transformées en véhicules de transport de troupes ou en véhicules de combat du génie, elles ont encore servi lors de conflit israélo-libanais de 2006.
Entre 1946 et 1962, environ 4 423 Centurion ont été produits, soit plus de dix fois la commande initiale.

### Guerre de Corée

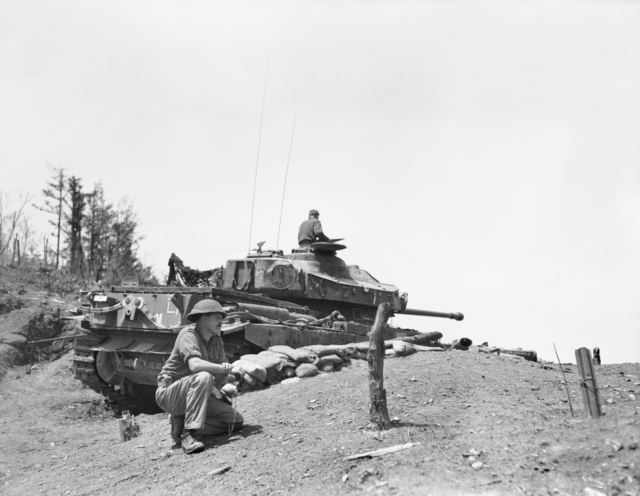
Un char Centurion du Royal Tank Regiment durant la guerre de Corée en mai 1953. Il est considéré comme le meilleur char du conflit grâce à son blindage

Le 8th (King's Royal Irish) Hussars britannique, équipé de trois escadrons de Centurion Mark 3 débarqua à Pusan le 14 novembre 1950. Il opéra en plein hiver, à des températures négatives. Les chars devaient être garés sur de la paille, pour que leurs chenilles ne gèlent pas dans la boue, et leurs moteurs devaient être mis en route toutes les demi-heures, et chaque vitesse passée à son tour, pour les empêcher de geler.
Sa première victoire contre un autre char a lieu contre un Cromwell capturé par les forces chinoises. Au cours de la bataille de l'Imjin, près de Séoul (22 - 25 avril 1951), les Centurion couvrirent la retraite de la 27e brigade, en perdant seulement cinq chars.
Ils participèrent au sein du Royal Tank Regiment aussi à la seconde bataille pour le Crochet, où ils jouèrent un rôle significatif dans l'échec des attaques chinoises.

### Guerre du Viêt Nam

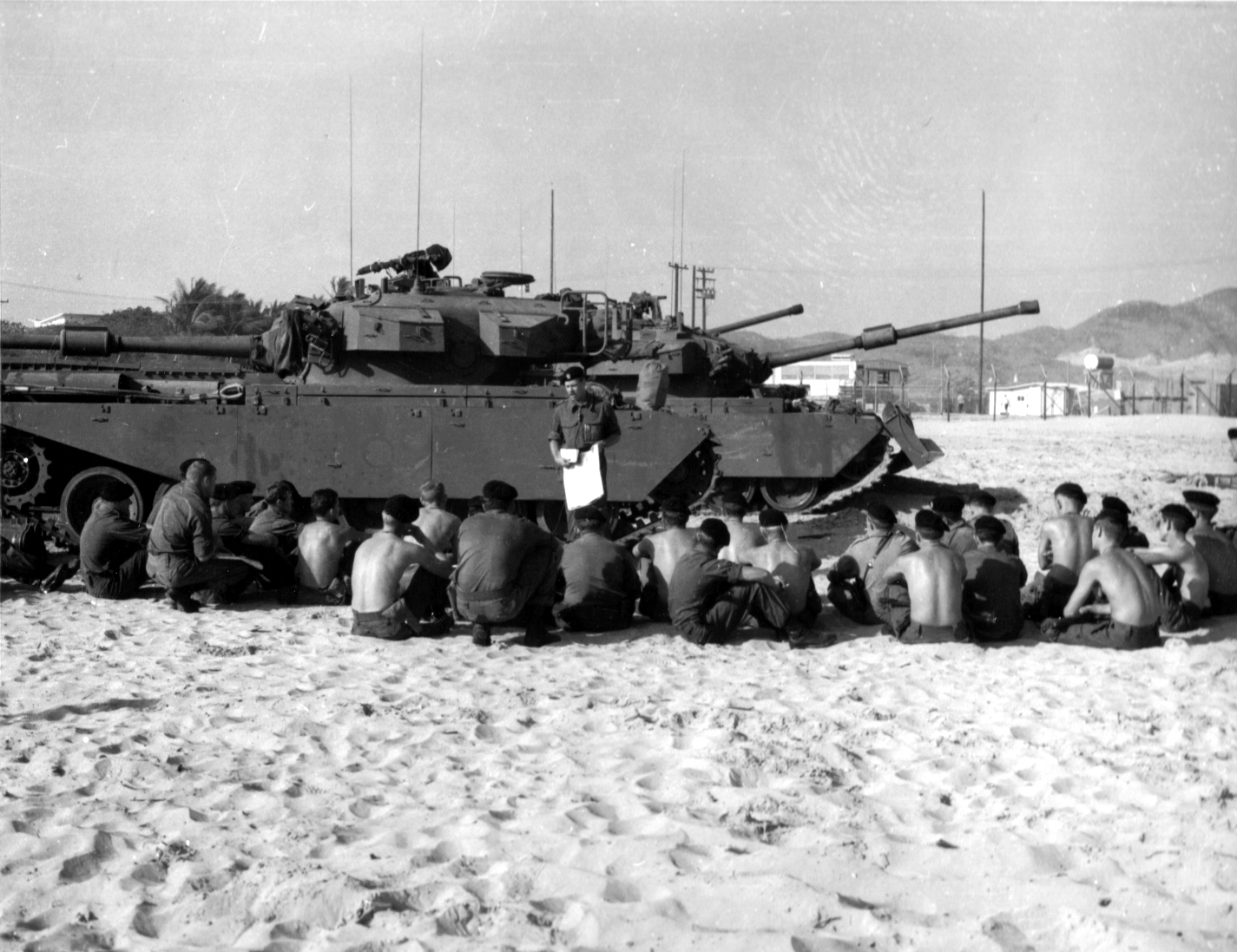
Des troupes du premier régiment blindé australien reçoivent un briefing sur la plage de Vũng Tàu en 1968. Chars Centurion à l'arrière-plan.

En 1967, le premier escadron de transport blindé du Royal Australian Armored Corp (RAAC) fut transféré au troisième régiment de cavalerie au Vietnam. Bien qu'il réussisse à accomplir ses missions de combat, les rapports montraient que leurs transports de troupes M113 étaient incapables de se frayer un chemin dans une jungle épaisse, ce qui limitait leur capacité opérationnelle. Le gouvernement australien décida donc d'envoyer un escadron de chars Centurion au Sud Vietnam.
Les Centurion australiens du 1er régiment blindé australien, équipés du QF 20-pdr de 84 mm, débarquèrent au Sud Viêt Nam le 24 février 1968. Avec les chars américains M48A3 Patton, M24 Chaffee et M41 Walker Bulldog, le Centurion fut le quatrième modèle de char utilisé par les alliés durant la guerre. 26 exemplaires avaient été déployés au départ. Avec les rotations sur 3 ans ½ de combat, un total de 58 servirent au Vietnam : 42 furent endommagés, dont six non réparables, et deux membres d'équipage furent tués.

### Guerre du Kippour

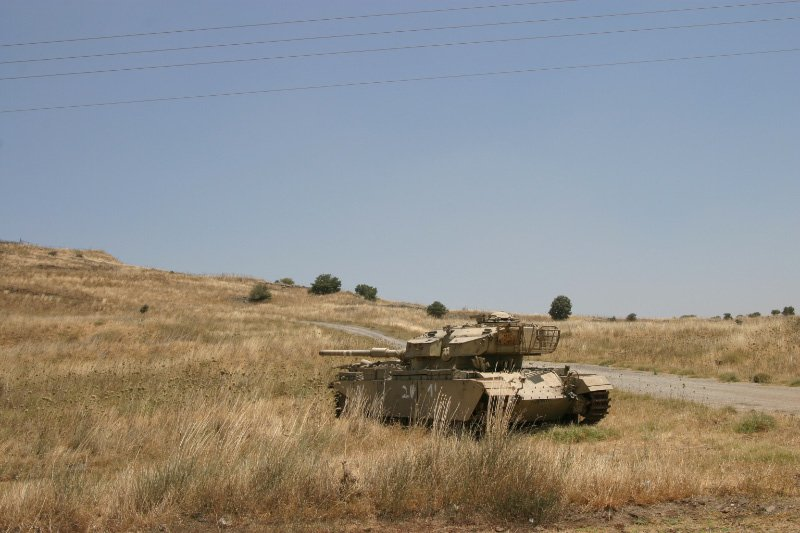
Char Sho't abandonné sur les hauteurs du Golan

La version israélienne du char Centurion, appelée Sho't, participa à la guerre des Six Jours (1967) et à la guerre du Kippour (octobre 1973), où il fit la preuve de sa fiabilité. Durant l'offensive syrienne sur le plateau du Golan, des chars Centurion/Sho’t affrontèrent les chars syriens T-55/T-62. Ils en mirent un grand nombre hors de combat. Ces pertes contribuèrent à stopper l'offensive syrienne.

## Modèles et variantes

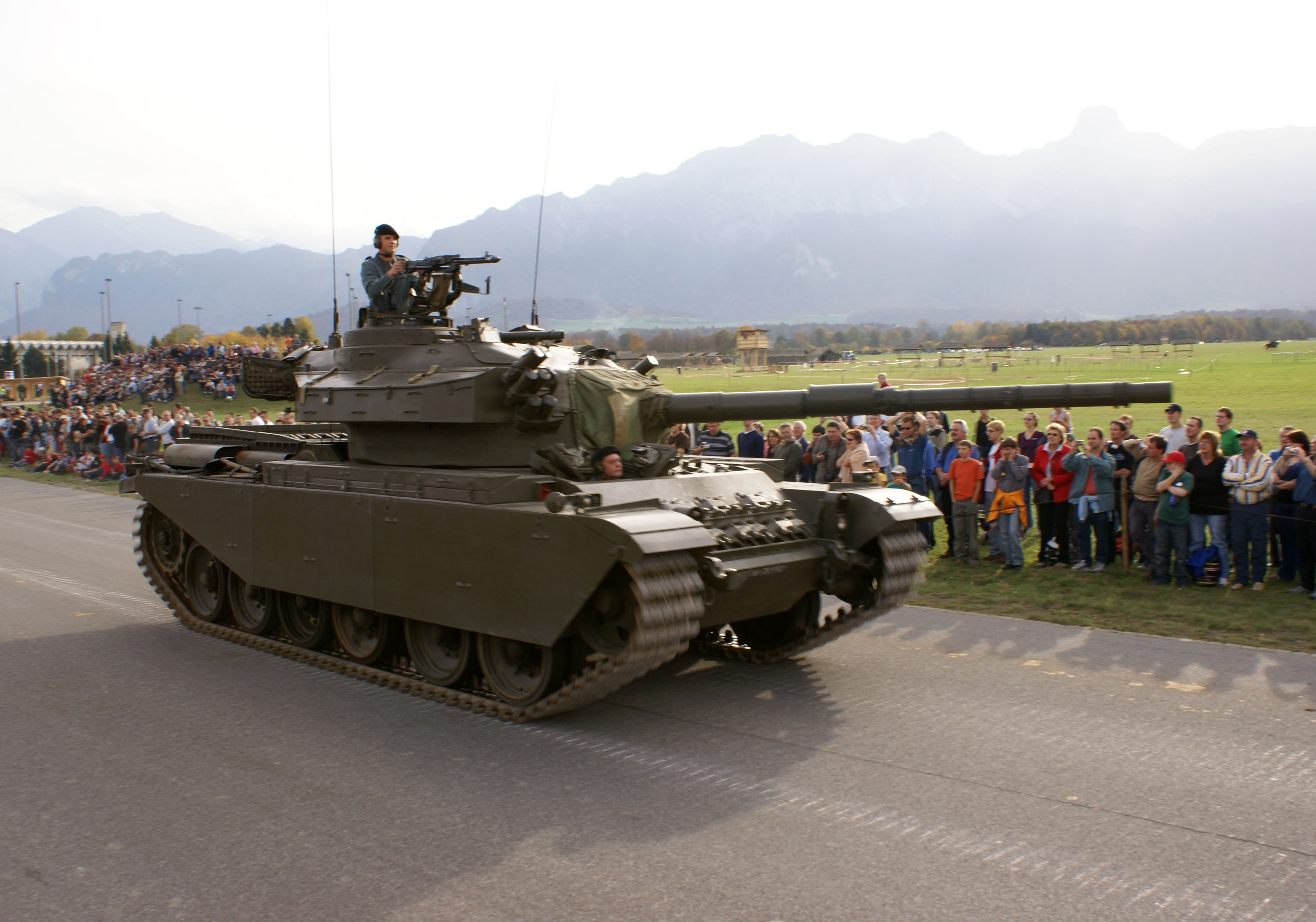
Ancien char 55 de l'armée suisse en 2006.

### Modèles britanniques

#### Prototypes
- P1 : équipé d'une mitrailleuse de caisse montée dans la plaque du glacis.
- P2 : équipé d'un système expérimental Metro-Vickers de stabilisation du canon.
- P3 : /
- P4 : équipé d'une maquette de l'obusier de QF 95 mm.
- P5 : doté d'une boîte de vitesse automatique Sinclair-Meadows SSS ; celle-ci fut jugée peu fiable[18].
- P8 : Centurion Mk. 1
- P10 : Centurion Mk. 1
- P12 : Centurion Mk. 1
- P13 : a servi aux essais balistiques visant à évaluer la résistance du blindage du Mk. I.
- P14 : Centurion Mk. 1
- P16 : Centurion Mk. 1
- P9 : utilisé par Rover pour tester un système d'injection directe.
- P15 : converti dès son assemblage pour devenir un prototype de char de dépannage.
- P17 : possède une tourelle moulée.

#### FV4007 Centurion (première génération)
- Mk. 1 : appelé également A41 Centurion Mk. 1, il est armé du canon QF 17-pdr de 76 mm et possède soit un canon-mitrailleur Polsten monté sur une rotule, à gauche du canon, soit une mitrailleuse Besa au même emplacement. Plus tard équipé d'une lampe à arc Canal Defence Light (CDL) destinée à aveugler l'adversaire.
- Mk. 2 : premier modèle fabriqué en grande série à partir du mois de novembre 1945 jusqu'au début de l'année 1949. Il possède un glacis plus épais et sa tourelle est intégralement moulée. Afin d'augmenter la survie de l'équipage en cas de perforation du blindage, une partie des munitions de 76 mm est déplacée sous le plancher de la tourelle. Le moteur Meteor Mk. 4A de 648 ch (640 bhp) est monté à partir du 101ème exemplaire. Le Mk. 2 étant plus lourd que le Mk. 1, le ratio des réducteurs sont modifiés de 6.94:1 à 7.47:1 et la vitesse maximale est réduite à 34,5 km/h.
- Mk. 2/1 : Mk. 2 ayant reçu un système de stabilisation du canon sur les deux plans (site et gisement) à partir du premier trimestre de l'année 1948.
- Mk. 3 : modèle produit à partir du début de l'année 1950, il est armé d'un canon QF 20-pdr de 84 mm plus puissant, installé dans une tourelle modifiée du Centurion Mk. 2. Le Mk. 3 possède également un moteur Meteor Mk. 4B, plus puissant, développant 659 ch (650 bhp). 135 Centurion Mk. 2 furent convertis en 1951 au standard Mk. 3.
- Mk. 4 : projet avorté armé avec obusier QF 95 mm de 95 mm.
- Mk. 5 : modèle produit à partir de la fin de l'année 1953. Sa mitrailleuse coaxiale Besa de 7,92 mm est remplacée par une mitrailleuse Browning M1919 de 7,62 mm. Une mitrailleuse du même type est également montée sur le tourelleau du chef de char. Les Mk. 3 rétroffités avec les deux mitrailleuses Browning prirent également l'appellation Mk. 5.
- Mk. 5/1 : Mk. 5 dont le glacis est recouvert d'une plaque de surblindage en acier de 44 mm épaisseur.
- Mk. 5/2 : Mk. 5 ré-armé avec le canon L7 de 105 mm.
- Mk. 5/3 : Mk. 5/2 équipé d'un phare infrarouge permettant le tir de nuit.
- Mk. 6 : Mk. 5 combinant le surblindage de glacis du Mk. 5/1 et le canon de 105 mm du Mk. 5/2.
- Mk. 6/1 : Mk. 6 équipé d'un phare infrarouge permettant le tir de nuit.
- Mk. 6/2 : Mk. 6 doté d'une mitrailleuse de réglage de 12,7 mm.

#### FV4011 Centurion (deuxième génération)
- Mk. 7 : l'arrière de la caisse est rallongé afin d'installer un réservoir de 431 L derrière la boîte de mécanisme. La cloison blindée entre le compartiment de conduite et le compartiment de combat est supprimée, le plancher du panier de la tourelle est désormais rotatif et tourne avec la tourelle. Les emplacements accueillant les munitions de 84 mm logées sous le plancher de la tourelle sont éliminés et ces dernières sont replacées verticalement contre les parois de la caisse, autour du panier de la tourelle. Le persiennage de la poutre de refroidissement a été modifié.
- Mk. 7/1 : Mk. 5 dont le glacis est recouvert d'une plaque de surblindage en acier de 44 mm épaisseur.
- Mk. 7/2 : Mk. 5 ré-armé avec le canon L7 de 105 mm.
- Mk. 8 : modèle produit à partir de juillet 1955, il est équipé d'un nouveau tourelleau contrarotatif No. 4 Mk. 1 ainsi que d'un nouveau masque pour son canon, ce dernier est plus résistant aux impacts multiples d'obus, notamment grâce à l'installation de douilles en caoutchouc autour des tourillons.
- Mk. 8/1 : Mk. 8 dont le glacis est recouvert d'une plaque de surblindage en acier de 44 mm épaisseur.
- Mk. 8/2 : Mk. 8 ré-armé avec le canon L7 de 105 mm.
- Mk. 9 : Mk. 7 combinant le surblindage de glacis du Mk. 7/1 et le canon de 105 mm du Mk. 7/2.
- Mk. 9/1 : Mk. 9 équipé d'un phare infrarouge permettant le tir de nuit.
- Mk. 9/2 : Mk. 9 doté d'une mitrailleuse de réglage de 12,7 mm.
- Mk. 10 : Mk. 8 combinant le surblindage de glacis du Mk. 8/1 et le canon de 105 mm du Mk. 8/2.
- Mk. 10/1 : Mk. 10 équipé d'un phare infrarouge permettant le tir de nuit.
- Mk. 10/2 : Mk. 10 doté d'une mitrailleuse de réglage de 12,7 mm.
- Mk. 11 : Mk. 6 combinant le phare infrarouge du Mk. 6/1 et la mitrailleuse de réglage du Mk. 6/2.
- Mk. 12 : Mk. 9 combinant le phare infrarouge du Mk. 9/1 et la mitrailleuse de réglage du Mk. 9/2.
- Mk. 13 : Mk. 10 combinant le phare infrarouge du Mk. 10/1 et la mitrailleuse de réglage du Mk. 10/2.

### Versions spécialisées

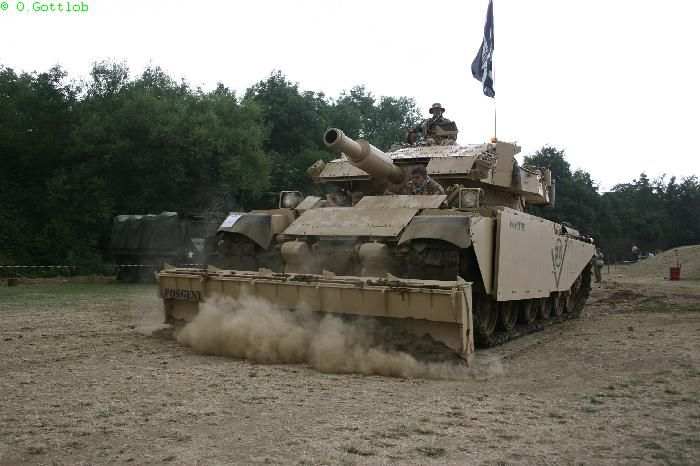
Centurion AVRE 165 avec couleurs de la guerre du Golfe.

- FV4010 Heavy Tank Destroyer G.W. Carrier : Lanceur de missiles antichar Malkara (en).
- FV4003 Centurion Mk. 5 AVRE 165 : (1963) - Version de combat destinée au génie (Armoured Vehicle Royal Engineers ou AVRE) avec canon de démolition de 165 mm et lame hydraulique ou herse anti-mine. Elle peut transporter des fascines ou un rouleau de piste artificielle Class 60 et tracter un équipement de déminage Giant Viper ou une remorque pour d'autres fascines. 5 membres d'équipage. Le Centurion AVRE 165 fut utilisé durant la guerre du Golfe (opération Tempête du désert) (1991).
- Centurion Mk 12 AVRE 105 : Char d'observation d'artillerie reconverti en version de combat du génie, avec canon de 105 mm.

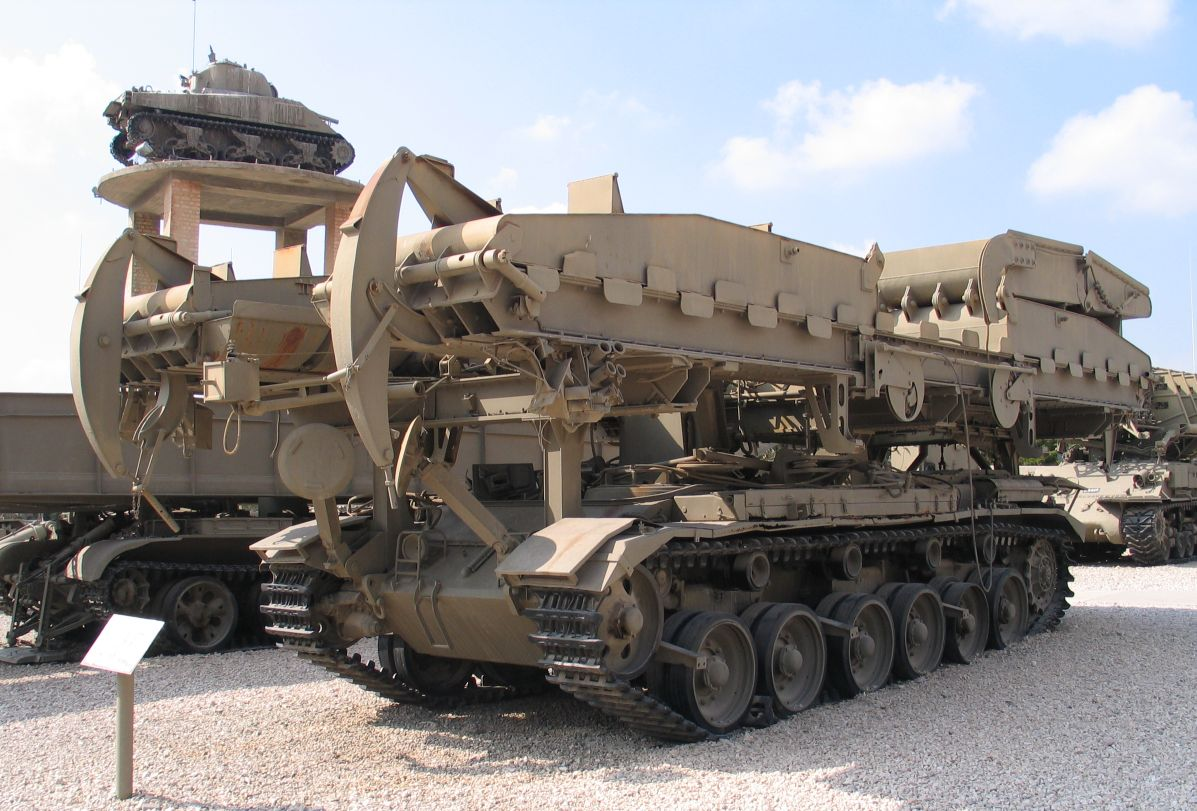
Centurion ARK

- FV4019 Centurion Mk. 5 Bulldozer : (1961) - Centurion Mk V avec une lame identique à celle du Centurion AVRE. Chaque escadron de Centurion en avait habituellement un.
- FV4016 Centurion ARK : (1963) - Modèle poseur d'éléments de franchissements (Armoured Ramp Carrier ou ARK). Les éléments peuvent combler un espace de 22,9 m et supporter 80 tonnes.
- FV4002 Centurion Mk. 5 Bridgelayer : (1963) - Châssis de Mk 5 avec un pont pour char No 5 (Class 80). Celui-ci peut être posé en moins de deux minutes pour combler un espace de 13,7 m et supporter 80 tonnes.

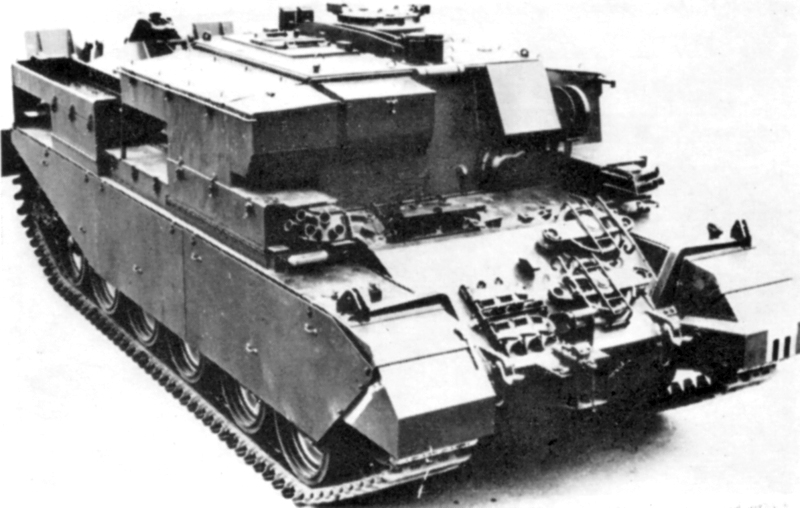
Centurion ARV Mk 2

- FV4013 Centurion ARV Mk 1 : (1952) - Véhicule d'assistance blindé (Armoured Recovery vehicle ou ARV) sur châssis Mk 1 ou Mk 2 ; tourelle remplacée par une superstructure abritant un treuil actionné par un moteur de camion Bedford QL de 72 chevaux. 180 exemplaires environ, dont certains furent utilisés durant la guerre de Corée. Après 1959, ils servirent seulement pour l'entraînement.
- FV4006 Centurion ARV Mk. 2 : (1956) - Véhicule d'assistance blindé sur châssis Mk 1, Mk 2 ou Mk 3 ; tourelle remplacée par une superstructure abritant un treuil. Celui-ci était actionné par un moteur auxiliaire et capable de tirer 90 tonnes grâce à un système de cliquets. Ce char était armé d'une unique mitrailleuse de calibre .30 sur le tourelleau du chef de char.

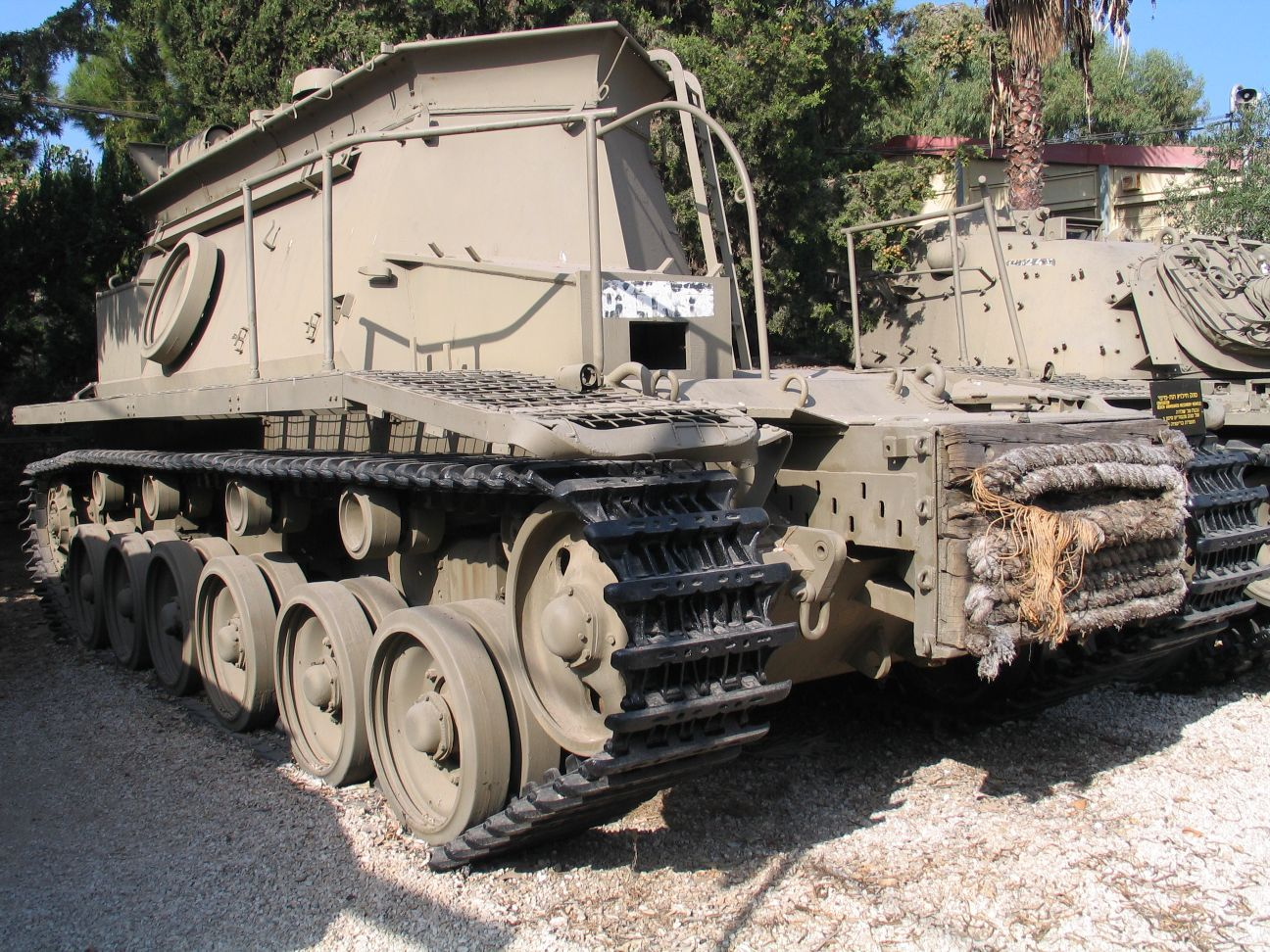
Centurion BARV

- FV4018 Centurion BARV : (1963) - Véhicule de débarquement (Beach armoured recovery vehicle ou BARV). Sur le châssis était construite une structure surélevée permettant d'évoluer dans 3,35 m d'eau. Sur les 4 membres d'équipage, 2 appartenaient au génie, dont un était un plongeur. Utilisée durant la guerre des Malouines (1982), ce fut la dernière version en usage dans l'armée britannique : En 2003, un d'eux était encore en fonction dans les Royal Marines. Il a été remplacé par l'Hippo basé sur la châssis du char Leopard 1.

### Autres prototypes
- FV3802 : Prototype de canon automoteur Ordnance QF 25 pounder sur base Centurion, avec moteur à l'arrière - non-produit.
- FV3805 : Prototype de canon automoteur 5.5in, avec moteur à l'avant - non-produit.
- FV4004 Conway : FV4004 Self-propelled gun, 120mm, L1 gun, Mk 3 : Prototype de canon automoteur basé sur le Centurion Mk. 3, avec un canon L1 de 120mm. Modèle de transition avant l'entrée en service du char lourd Conqueror - un seul exemplaire construit.

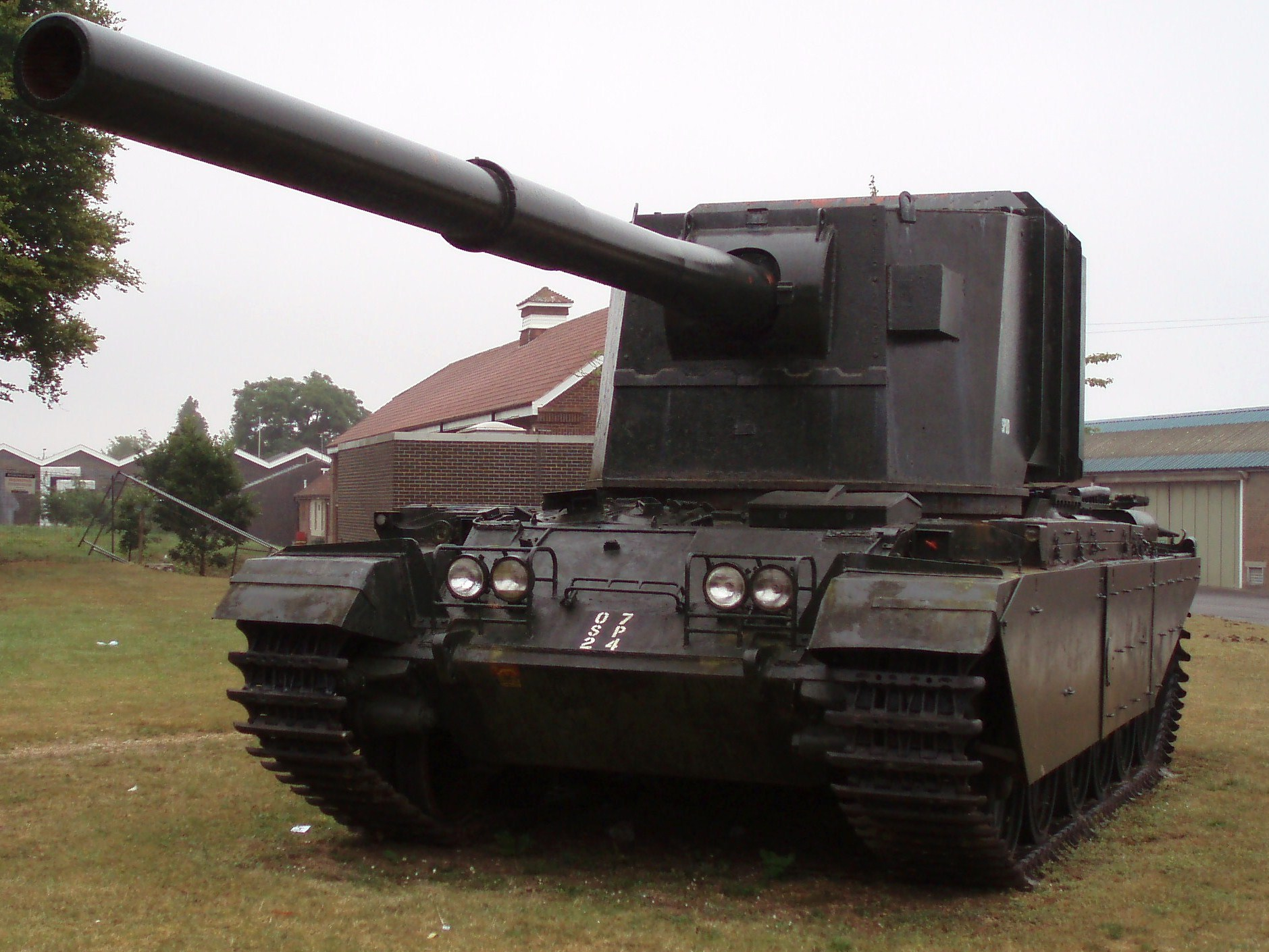
Un FV4005 au Musée des blindés de Bovington.

- FV4005 : Canon automoteur expérimental de calibre 183 mm, avec frein de recul concentrique et chargement automatique. Une version de calibre 183 mm fut aussi construite, avec chargement manuel et frein de recul conventionnel. FV4005 Stage 1 : tourelle ouverte à l'arrière ; FV4005 Stage 2 : tourelle fermée.:
- FV4202 : banc d'essai visant valider certains concepts devant être repris sur le futur char de combat britannique FV4201 Chieftain.

- Centurion [Low Profile] : variante avec tourelle à faible surface frontale Teledyne.
- Centurion [MMWR Target] : cible pour radar.
- Centurion Marksman : modèle équipé d'une tourelle anti-aérienne Marksman.
- Centurion AVLB : modèle poseur-de-pont néerlandais.

### Modèles non-britanniques

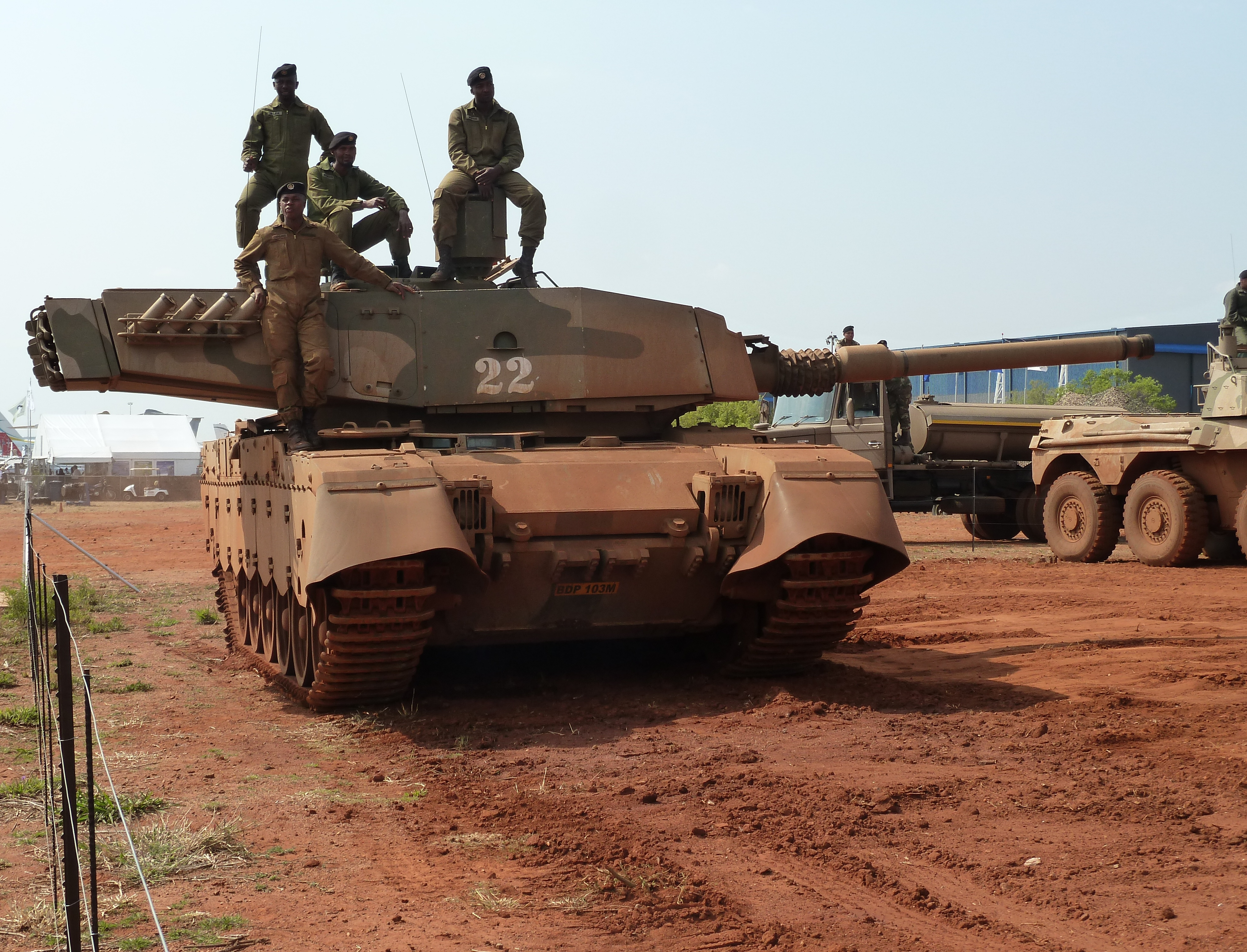
Char Olifant. Le seul char en service dans l’Armée de terre sud-africaine en 2017.

- Olifant: Chars Centurion modernisés par l'Afrique du Sud à partir des années 1970, considérés comme les meilleurs chars conçus en Afrique[19].

#### Modèles israéliens

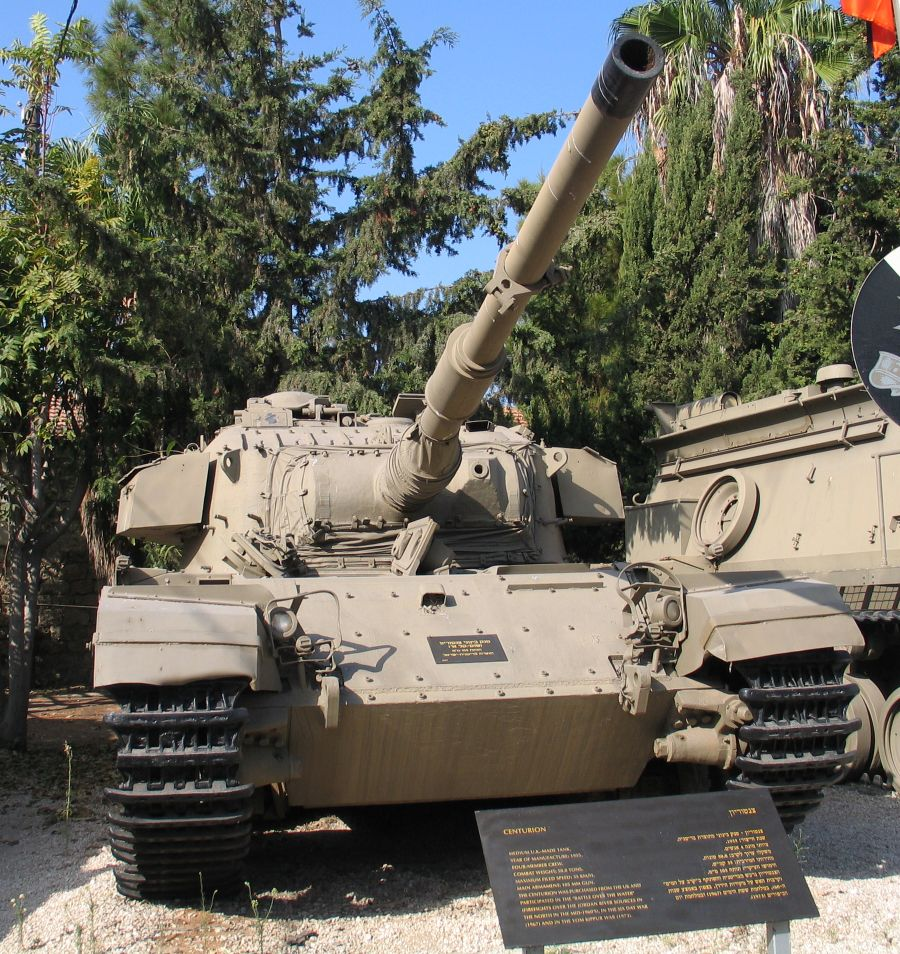
Sho't Kal Alef

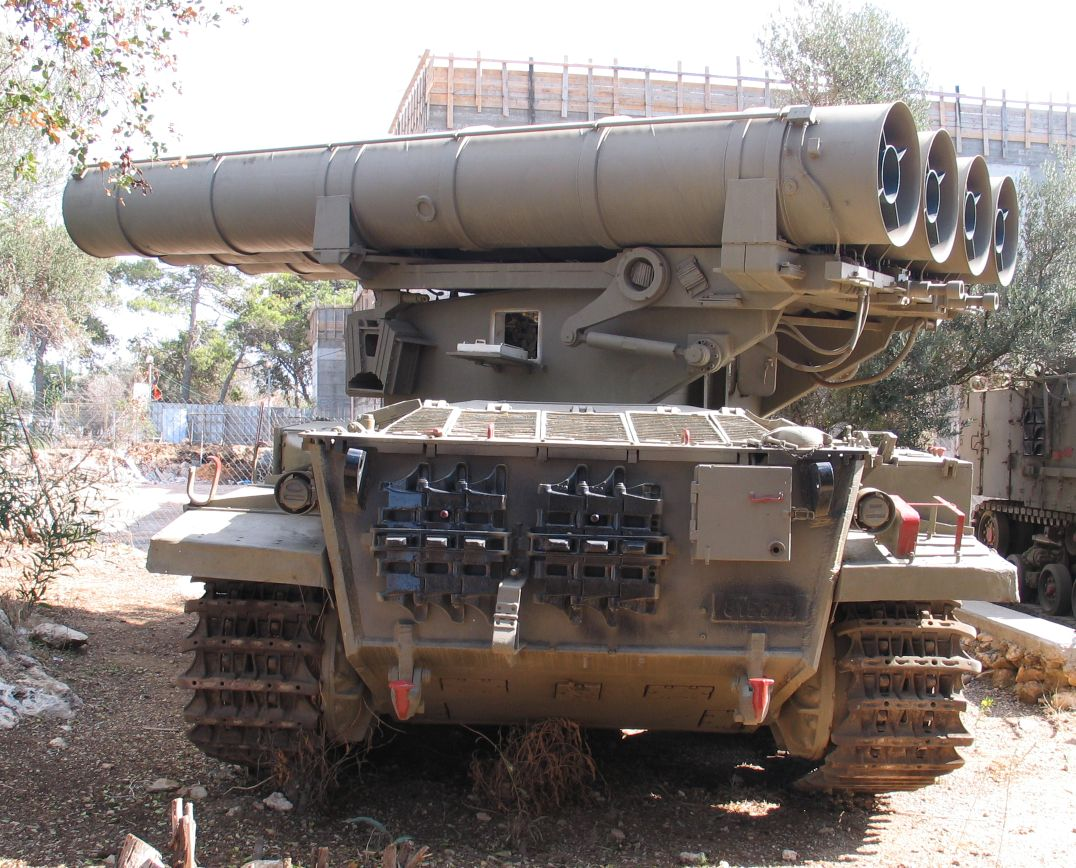
Unique exemplaire d'Eshel ha-Yarden (ou MAR-290)

- Sho't : versions israéliennes du Centurion
  - Sho't Meteor : Centurion Mk. 5 à moteur Meteor achetés en 1959.
  - Sho't Kal Alef/Bet/Gimel/Dalet : Centurion modernisés avec le Royal Ordnance L7 de 105 mm de 1963, une nouvelle motorisation (moteur diesel Continental AVDS-1790-2A et transmission Allison CD850-6). Il entra en service en 1970 ; en 1974, tous les Centurion israéliens furent transformés en Sho't Kal (avec blindage de Mk.13) et reçurent une mitrailleuse sur pivot de calibre .50. D'autres variantes correspondent à des améliorations apportées au cours de la carrière des Sho't kal, comme un nouveau mécanisme de rotation de la tourelle, un nouveau système de stabilisation du canon, un nouveau système de tir, et des aménagements pour l'installation du blindage réactif Blazer.
- Nagmashot / Nagmachon / Nakpadon : véhicules de transport de troupes lourds sur châssis Centurion.
- IDF Puma : véhicule de combat du génie sur châssis Centurion.
- Eshel ha-Yarden : lanceur quadritube de roquettes sol-sol de 290 mm sur châssis Centurion. Le projet fut abandonné au stade du prototype. Cet engin et une version plus ancienne sur châssis de char M4 Sherman sont souvent appelés MAR-290.
- Tempest : utilisé par Singapour et modernisé avec l'aide d'Israël, cette version est similaire au Sho't, avec un moteur diesel et peut-être un blindage réactif. (Sho't signifie « fouet » en hébreu.)

#### Modèles suisses
- Char 55 : appellation helvétique des 100 Centurion Mk. 5 achetés par la Suisse.
- Char 55/60 : char 55 ré-armé avec le canon L7 de 105 mm.
- Char 57 : appellation helvétique des 100 Centurion Mk. 7 achetés par la Suisse.
- Char 57/60 : char 57 ré-armé avec le canon L7 de 105 mm.

#### Modèles suédois

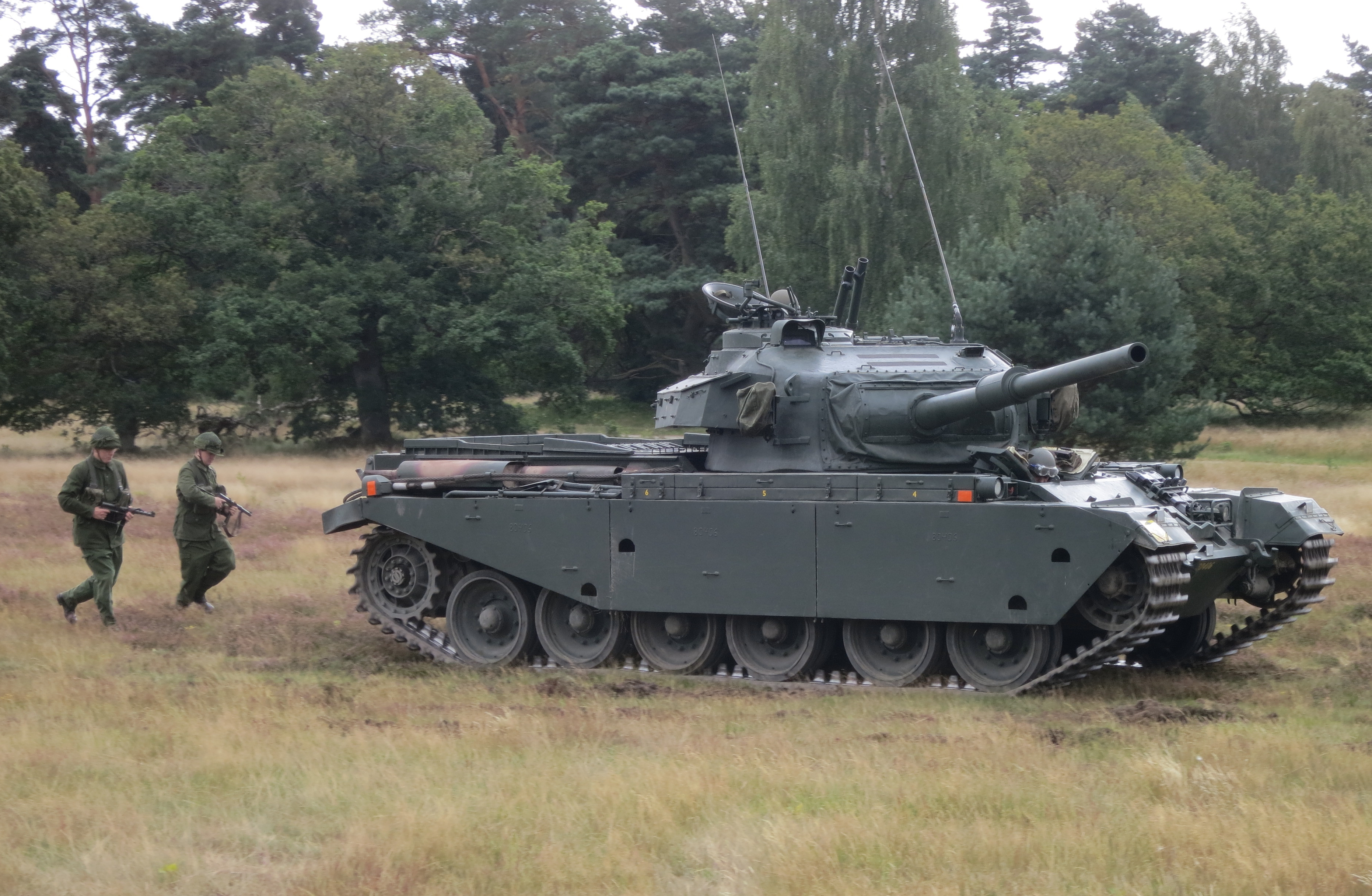
Stridsvagn 102 en démonstration en 2014.

- Stridsvagn 81 : désignation de l'armée suédoise pour ses 240 Centurion Mk. 3 (canon 20-pdr) avec radio suédoise. Un Strv 81 a été offert en août 2017 au groupe de metal suédois Sabaton et renommé Primo Victoria, première victoire en suédois, en référence à la musique du même titre.
- Stridsvagn 101 : appellation de l'armée suédoise pour ses 110 Centurion Mk. 10 (canon Royal Ordnance L7 de 105 mm).
- Stridsvagn 101R : Stridsvagn 101 améliorés au début des années 1980, notamment avec un télémètre laser.
- Stridsvagn 102 : Stridsvagn 81 ré-armé avec le canon L7 de 105 mm au début des années 1960.
- Stridsvagn 102R : Stridsvagn 102 améliorés au début des années 1980, notamment avec un télémètre laser.
- Stridsvagn 104 : 80 Stridsvagn 102 modernisés au début des années 1980, notamment avec télémètre laser et moteur diesel Continental AVDS-1790.
- Stridsvagn 105 : Stridsvagn 102R amélioré (nouvelle suspension, etc.). Prototype seulement.
- Stridsvagn 106 : Stridsvagn 101R amélioré (nouvelle suspension, etc.). Aucun modèle construit.
- Bärgningsbandvagn 81 : appellation de l'armée suédoise pour le Centurion ARV.

## Utilisateurs
- Afrique du Sud (Olifant)

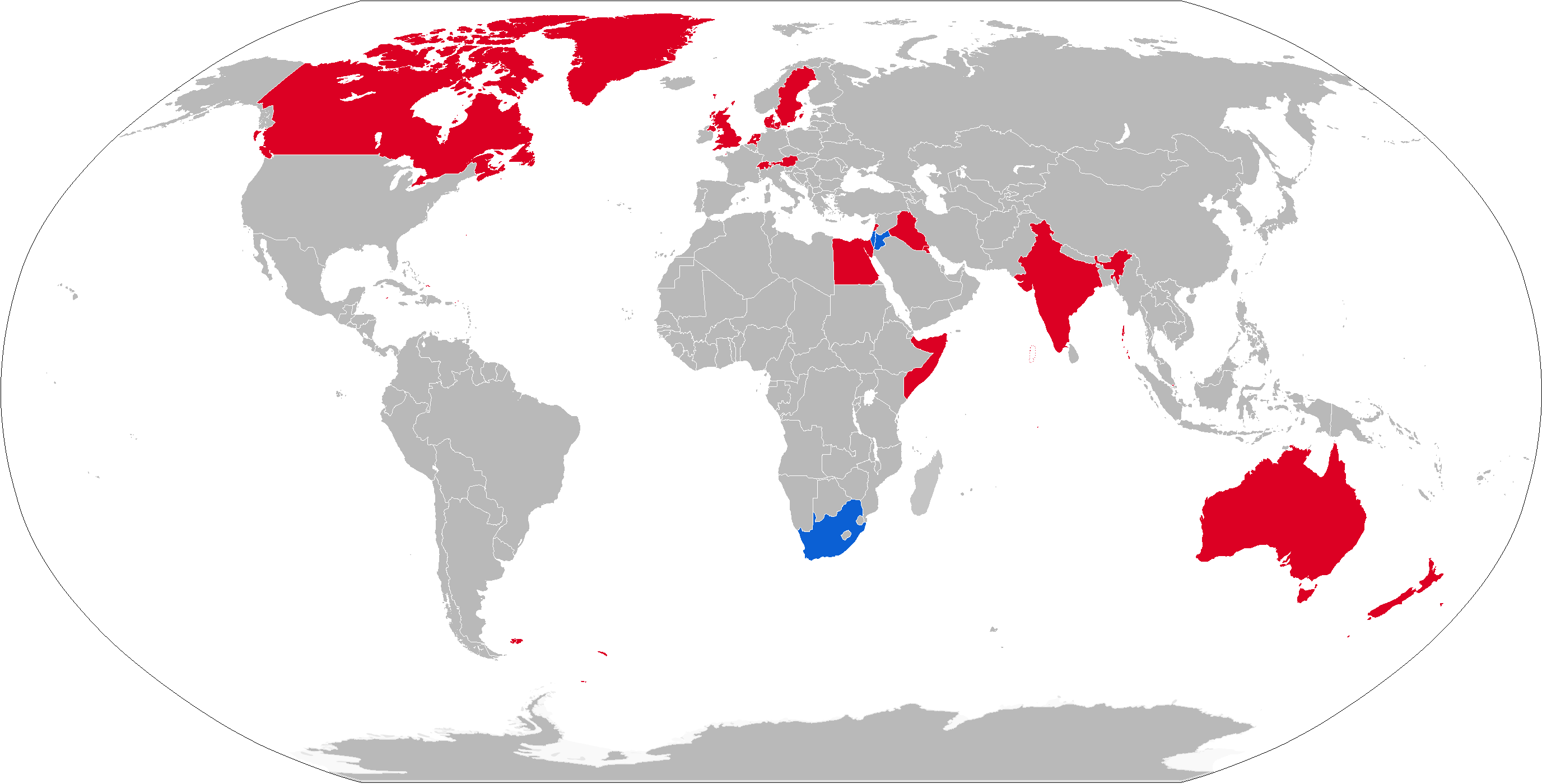
Carte des opérateurs du Centurion en 2017. En rouge, retirés du service, en bleu, en service sous diverses variantes.

- Australie (remplacé par le Leopard 1, puis par le M1 Abrams)
- Autriche (dans des bunkers)
- Canada (Le Corps blindé royal canadien a eu 274 chars Mk 3, 9 engins de dépannage et 4 poseurs de pont, remplacés par le Leopard C1, puis par le Leopard 2). Beaucoup furent vendus à Israël qui les convertit au diesel. Certaines versions sont encore en usage[réf. souhaitée].)
- Danemark (remplacé par le Leopard 1, puis par le Leopard 2)
- Égypte
- Inde
- Irak
- Israël
- Jordanie
- Koweït   (estimation de 40 avant l’invasion du Koweït en 1990[20] mais un minimum de 32 livrés à la Somalie mi-1979[21] )
- Liban (chars capturés pendant le conflit israélo-libanais de 2006)
- Nouvelle-Zélande
- Pays-Bas (remplacé par le Leopard 1)
- Royaume-Uni
- Singapour (63 Centurion Mk3 et Mk7 achetés à l'Inde en 1975 et plus encore achetés à Israël en 1993-1994, tous améliorés aux standards israéliens avec nouveau canon et moteur diesel)[22].
- Somaliland[23] (à l'origine fournis à la Somalie)
- Suède (remplacé par le Léopard 2 sous le nom de Stridsvagn 122)
- Suisse (sous l'appellation Char 55/57, remplacé à partir de 1987 par le Léopard 2 — leurs tourelles ont été récupérées pour être montées en ouvrage sous béton sous le nom de Centi Bunker (de)[24],[25])

## Histoire au combat
- Guerre de Corée (1950-1953) - Royaume-Uni
- Crise de Suez (1956) - Royaume-Uni
- Deuxième Guerre indo-pakistanaise (1965) - Inde
- Guerre des Six Jours (1967) - Israël, Jordanie , Syrie, Égypte
- Guerre du Viêt Nam (1968-1972) - Australie
- Conflit nord-irlandais (à partir de 1968) - Royaume-Uni
- Troisième guerre indo-pakistanaise (1971) - Inde
- Opération Motorman (1972) - Royaume-Uni : des Centurion AVRE 165 mm à lames furent utilisés pour détruire les barricades de l'Armée républicaine irlandaise provisoire en Irlande du Nord (le canon de démolition était pointé vers l'arrière et muselé).
- Guerre du Kippour (1973) - Israël, Jordanie , Syrie , Égypte
- Guerre civile angolaise (à partir de 1975) - Afrique du Sud
- Guerre des Malouines (1982) - Royaume-Uni, un seul Centurion BARV
- guerre du Golfe/opération Tempête du désert (1991) - Royaume-Uni, Centurion AVRE
- Conflit israélo-libanais de 2006 - Israël (véhicules de transport de troupes Nagmachon et véhicules du génie IDF Puma)